# Kick-boxing na Azjatyckich Igrzyskach Sztuk Walk 2009
Kick-boxing na Azjatyckich Igrzyskach Sztuk Walk 2009 w Bangkoku został rozegrany w dniach 3-7 sierpnia 2009 r. na stadionie Chantana YingYong Stadium. Tabelę medalową wygrali kick-bokserzy z Kazachstanu, tryumfując w trzech kategoriach wagowych.

## Medaliści

### Full contact
| Konkurencja      |                      |                      |                          |
| ---------------- | -------------------- | -------------------- | ------------------------ |
| Mężczyźni –51 kg | Mntsar Al-Mhid       | Jerkebułan Omarow    | Nguyễn Kế Nhân           |
| Mężczyźni –51 kg | Mntsar Al-Mhid       | Jerkebułan Omarow    | Fouad Mohammed           |
| Mężczyźni –60 kg | Ali Mohammed Khalaf  | Nurgali Nauryzbajew  | Ulziibatiin Turbayar     |
| Mężczyźni –60 kg | Ali Mohammed Khalaf  | Nurgali Nauryzbajew  | Allaberdy Omarow         |
| Mężczyźni –71 kg | Sayan Żakupow        | Boldbaatariin Naadam | Mahmoud Al-Khatib        |
| Mężczyźni –71 kg | Sayan Żakupow        | Boldbaatariin Naadam | Ahmad Al-Zaabi           |
| Mężczyźni –75 kg | Jad Al-Wahash        | Aliszer Abdullajew   | Sanjay Madhusudan Katode |
| Mężczyźni –75 kg | Jad Al-Wahash        | Aliszer Abdullajew   | Prajaksin Kaenjanbai     |
| Kobiety –56 kg   | Nguyễn Thị Tuyết Mai | Wanlaya Pungtha      | Heena Nasreen Jahan      |
| Kobiety –56 kg   | Nguyễn Thị Tuyết Mai | Wanlaya Pungtha      | Imdira Omarowa           |

### Low kick
| Konkurencja        |                       |                       |                           |
| ------------------ | --------------------- | --------------------- | ------------------------- |
| Mężczyźni –57 kg   | Baurżan Kudajbergenow | Pongphan Plensantia   | Đỗ Văn Thông              |
| Mężczyźni –57 kg   | Baurżan Kudajbergenow | Pongphan Plensantia   | Moawiah Abuhammad         |
| Mężczyźni –63,5 kg | Direk Thongnoon       | Kemal Amanow          | Salah Zabih               |
| Mężczyźni –63,5 kg | Direk Thongnoon       | Kemal Amanow          | Nguyễn Văn Đức            |
| Mężczyźni –71 kg   | Maksut Ibrajew        | Wongsawat Jantarangsu | Arun Singh Charak         |
| Mężczyźni –71 kg   | Maksut Ibrajew        | Wongsawat Jantarangsu | Amjed Rahim               |
| Mężczyźni –81 kg   | Dam Srichan           | Mohammad Al-Hariri    | Ghulam Dastagir Panjshiri |
| Mężczyźni –81 kg   | Dam Srichan           | Mohammad Al-Hariri    | Trần Thanh Tâm            |
| Kobiety –52 kg     | Laxmi Tyagi           | Wilaiwan Namuangchan  | Nguyễn Thị Tuyết Dung     |
| Kobiety –52 kg     | Laxmi Tyagi           | Wilaiwan Namuangchan  | Żadyra Kłaniszewa         |

## Tabela medalowa
| Poz.    | Państwo      |    |    |    |    |
| ------- | ------------ | -- | -- | -- | -- |
| 1       | Kazachstan   | 3  | 2  | 3  | 8  |
| 2       | Tajlandia    | 2  | 4  | 1  | 7  |
| 3       | Jordania     | 2  | 0  | 2  | 4  |
| 4       | Syria        | 1  | 1  | 1  | 3  |
| 5       | Wietnam      | 1  | 0  | 5  | 6  |
| 6       | Indie        | 1  | 0  | 3  | 4  |
| 7       | Mongolia     | 0  | 1  | 1  | 2  |
| 7       | Turkmenistan | 0  | 1  | 1  | 2  |
| 9       | Uzbekistan   | 0  | 1  | 0  | 1  |
| 10      | Irak         | 0  | 0  | 2  | 2  |
| 11      | Afganistan   | 0  | 0  | 1  | 1  |
| Łącznie | Łącznie      | 10 | 10 | 20 | 40 |